# Wolfgang Schüler
Wolfgang Schüler (Friburgo, 17 febbraio 1958 – 24 aprile 2024) è stato un calciatore tedesco, di ruolo centrocampista.

## Biografia
Centrocampista offensivo prolifico, Collezionò 167 presenze e 35 gol in Bundesliga, 250 incontri e 93 reti nella seconda serie tedesca, 37 partite e 19 marcature nella DFB-Pokal, per un totale di 454 match e 147 realizzazioni tra i professionisti.

## Palmarès

### Club

#### Competizioni nazionali
- Campionato tedesco di seconda divisione: 2

Karlsruhe: 1983-1984
Saarbrücken: 1991-1992 (girone sud)